# Neoamerioppia ventrosquamosa
Neoamerioppia ventrosquamosa är en kvalsterart som först beskrevs av Hammer 1979.  Neoamerioppia ventrosquamosa ingår i släktet Neoamerioppia och familjen Oppiidae. Inga underarter finns listade i Catalogue of Life.